# Nishikan-ku (Niigata)
Nishikan-ku (西蒲区?) es uno de los ocho distritos administrativos que conforman la ciudad de Niigata, capital de la prefectura de Niigata, en la región de Hokuriku, Japón. El 1 de marzo de 2021, tenía una población estimada de 54 236 habitantes y una densidad de población de 307 personas por km².

## Geografía
Nishikan-ku se encuentra en el suroeste de la ciudad de Niigata, bordeada por el mar de Japón al oeste. El monte Yahiko está en la frontera de Nishikan-ku con el vecino pueblo de Nagaoka.

## Historia
En 2007, el barrio fue creado cuando Niigata se convirtió en ciudad designada por decreto gubernamental.